# Хриб-при-Камнику
Хриб-при-Камнику (словен. Hrib pri Kamniku) — поселення в общині Камник, Осреднєсловенський регіон, Словенія. Висота над рівнем моря: 500,1 м.